# Nußdorf (Bajorország)
Nußdorf település Németországban, azon belül Bajorországban. Lakosainak száma 2458 fő (2023. december 31.). Nußdorf Traunstein és Chieming községekkel határos.

## Népesség
A település népessége az elmúlt években az alábbi módon változott:
| Lakosok száma | 577  | 1325 | 1528 | 1768 | 2440 | 2477 | 2487 | 2449 | 2440 | 2458 |
|               | 1875 | 1950 | 1975 | 1987 | 2012 | 2014 | 2016 | 2017 | 2021 | 2023 |